# 奪命潘朵拉
是一部2017年美國超自然恐怖片，由約翰·R·李昂尼提執導，芭芭拉·馬歇爾負責撰寫劇本。電影主演包括喬伊·金、瑞恩·菲利普、李起弘、西德尼·帕克、雪農·波瑟和雪琳·芬。
電影由Broad Green Pictures和獵戶座影業定於2017年7月14日在美國上映。

## 劇情
故事敘述飽受欺負、得不到關愛的女孩克萊兒·夏儂在獲得她父親給予的一個神祕的盒子後，她所許下的每一個願望竟然都會成真。但隨著願望一一地實現，克萊兒開始驚覺事情不太對勁，因為這盒子就如同潘朵拉的盒子一樣，一打開便會來災難性的恐怖...。

## 演員
- 喬伊·金 飾 克萊兒·夏儂（Clare Shannon）[5]
  - 瑞根·里沃德 飾 年幼的克萊兒[6]
- 李起弘 飾 萊恩·許（Ryan Hui）[7]
- 西德尼·帕克（英语：Sydney Park (actress)）[6] 飾 梅雷迪斯（Meredith）
- 瑞恩·菲利普 飾 強納森·夏儂（Jonathan Shannon）[6]：克萊兒的父親。
- 米契·史拉格特 飾 保羅（Paul）[6]
- 雪農·波瑟 飾 瓊（June）[6]
- 雪琳·芬[6] 飾 德盧卡女士（Mrs. Deluca）

## 製作
《奪命潘朵拉》的劇本被選為2015年的黑名單。2016年7月27日，宣布《奪命潘朵拉》已確認開始計劃，並由約翰·R·李昂尼提執導。電影由雪莉兒·克拉克的製作公司Broad Green Pictures製作，而劇本則由芭芭拉·馬歇爾負責撰寫。
2016年8月，喬伊·金將擔任主角。2016年11月9日，李起弘簽約加入演出。而其他演員包括瑞恩·菲利普、米契·史拉格特、雪農·波瑟與雪琳·芬。
《奪命潘朵拉》於2016年11月在多倫多開始進行主要攝影。

## 發行
《奪命潘朵拉》定於2017年7月14日在美國上映。首支預告片於2017年2月9日在網上釋出。而正式預告片則於2017年3月22日釋出。2017年5月22日，官方又釋出了第二支正式預告片。

## 外部連結
- 官方网站
- 互联网电影数据库（IMDb）上《奪命潘朵拉》的资料（英文）
- Box Office Mojo上《奪命潘朵拉》的資料（英文）
- 爛番茄上《奪命潘朵拉》的資料（英文）
- AllMovie上《奪命潘朵拉》的资料（英文）
- Metacritic上《奪命潘朵拉》的資料（英文）
- 開眼電影網上《奪命潘朵拉》的資料（繁體中文）
- Yahoo奇摩電影上《奪命潘朵拉》的資料（繁體中文）
- 雅虎香港電影上《奪命潘朵拉》的資料（繁體中文）
- 豆瓣电影上《奪命潘朵拉》的資料 （简体中文）
- 时光网上《奪命潘朵拉》的資料（简体中文）